# André Hoffmann (patinador)
André Hoffmann (Berlín Oriental, RDA, 11 de agosto de 1961) es un deportista de la RDA que compitió en patinaje de velocidad sobre hielo. 
Participó en dos Juegos Olímpicos de Invierno, obteniendo una medalla de oro en Calgary 1988, en la prueba de 1500 m, y el quinto lugar en Sarajevo 1984, en 1000 m.

## Palmarés internacional
| Juegos Olímpicos | Juegos Olímpicos | Juegos Olímpicos | Juegos Olímpicos |
| Año              | Lugar            | Medalla          | Prueba           |
| ---------------- | ---------------- | ---------------- | ---------------- |
| 1988             | Calgary (Canadá) | Medalla de oro   | 1500 m           |